# 1900年パリオリンピックの綱引競技

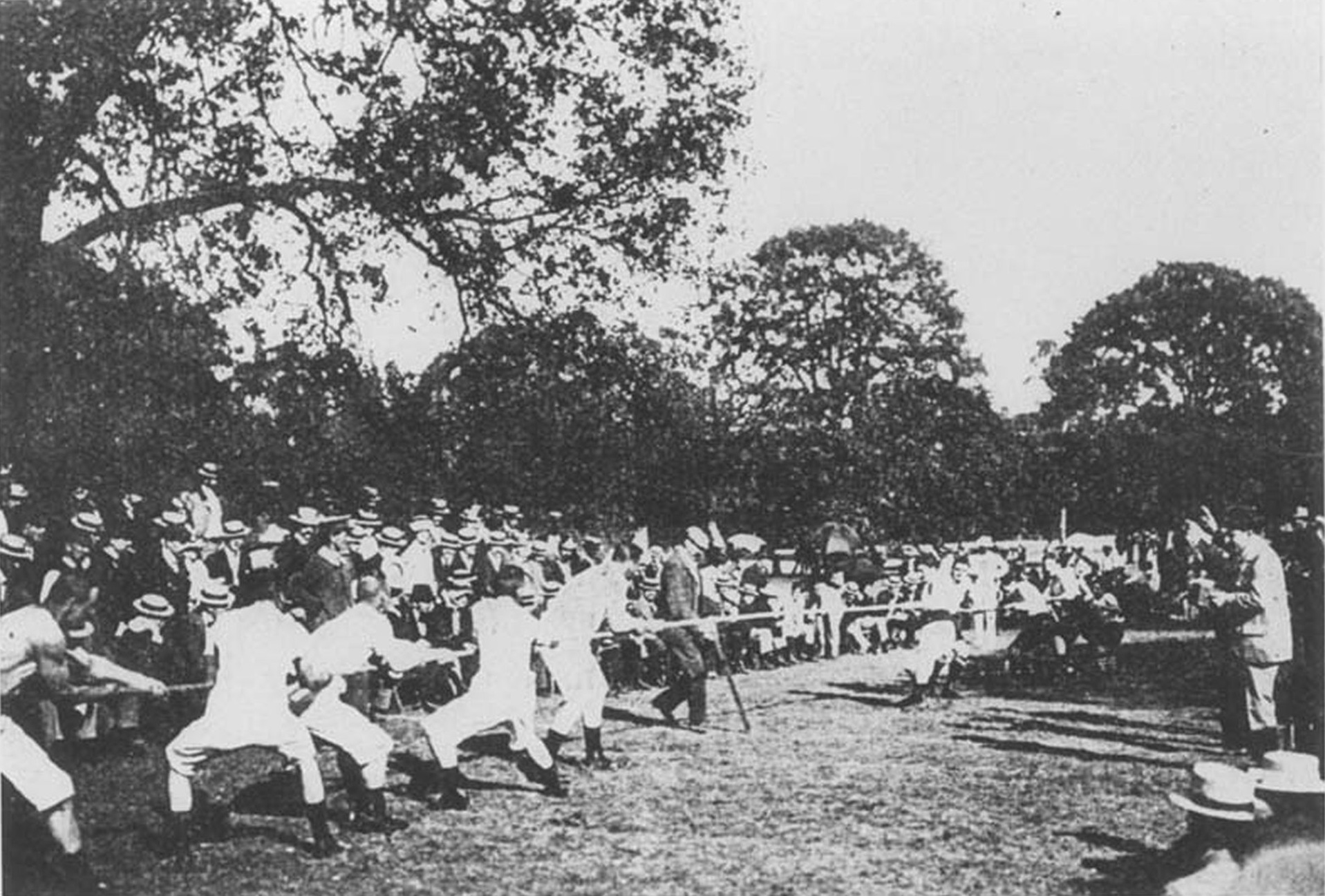
パリオリンピックの綱引競技、1900年

1900年パリオリンピックにおける綱引競技（1900ねんパリオリンピックのつなひききょうぎ）は、ブローニュの森を会場として1900年7月16日に実施された。

## 概要
1900年パリオリンピックの綱引競技には、開催国フランス代表チーム（ラシン・クラブ・ド・フランス）とデンマークとスウェーデンの混合チームの2チーム12人（1チーム6人ずつ）のみが出場した。
綱引競技は、当初出場を予定していたアメリカ合衆国代表チームが陸上競技との日程の競合により参加を取り消したため、決勝1試合のみの実施となった。3回戦で行われた競技は、最初の2回のみで勝負がつき、混合チームが楽勝した。この競技で混合チームが得た金メダルは、スウェーデンにとって近代オリンピックでの初の金メダル獲得ということになった。

## 結果
| 順位 | チーム名                                 | メンバー |
| ---- | ---------------------------------------- | --- |
| 金   | 混合チーム                               | エドガー・オービエ（DEN） オーガスト・ニルソン（SWE） オイゲン・シュミット（DEN） グスタフ・ソダーストーム（SWE） カール・グスタフ・スターフ（SWE） チャールズ・ウィックラー（DEN） |
| 銀   | フランス（ラシン・クラブ・ド・フランス） | レイモンド・バセット ジャン・コラス シャルル・ゴンドウアン ジョセフ・ロフォ エミール・サラッド コンスタンチン・ヘンリケス・ズビエラ                                                 |